# فتوح الشام (كتاب)
كتاب فتوح الشام ذكر فيه مصنفه تاريخ فتوح الشام بلدًا بلدًا، يتناول كل بلد منها مبينًا ما تم في فتحها، وأسماء قاداتها، وما حدث في المدن بعد فتحها، ويلاحظ أن المصنف لم يكتف ببلدان الشام فقط، وإنما ذكر فتح العراق، وبعض بلدان مصر، مثل: الإسكندرية ودمياط ورشيد والمحلة ودميرة وسمنود ودمنهور وإبيار والبحيرة .

## أبرز المعارك المذكورة في الكتاب
- معركة اليرموك

- معركة اجنادين

- معركة حمص

- فتح العراق

- فتح مصر

## نبذة عن الكتاب
كتاب في التاريخ الاسلامي، يذكر فيه المؤلف اخبار فتوح الشام وقصص معاركها واسماء. قاداتها وما حدث في المدن بعد فتحها وتكمن أهمية الكتاب بقرب المؤلف من عصر الصحابة وعصر الفتوح حيث أنه توفي سنة 207 هـ. مما أفاده بالدقة في المعلومات والغزارة في الأخبار